# Coenotephria calcearia
Coenotephria calcearia är en fjärilsart som beskrevs av Eugen Wehrli 1920. Coenotephria calcearia ingår i släktet Coenotephria och familjen mätare. Inga underarter finns listade i Catalogue of Life.